# Slag bij Revolax

Overzicht van de Slag bij Revolax

De Slag bij Revolax was een veldslag op 27 april 1808 bij Revolax (Fins: Revonlahti), nu deel van Siikajoki, Finland tijdens de Finse Oorlog tussen Zweden en Rusland.
Zo'n 2.250 Zweedse troepen onder bevel van Wilhelm Mauritz Klingspor stonden tegenover 1.800 Russische troepen onder bevel van Michail Leontjevich Bulatov.
De Russen werden omcirkeld en een poging om door de Zweedse linie te breken mislukte. De Russen verloren zo'n 200 man en 400 Russen, waaronder generaal Bulatov, werden gevangengenomen.